# Helmut Lemke (Politiker)

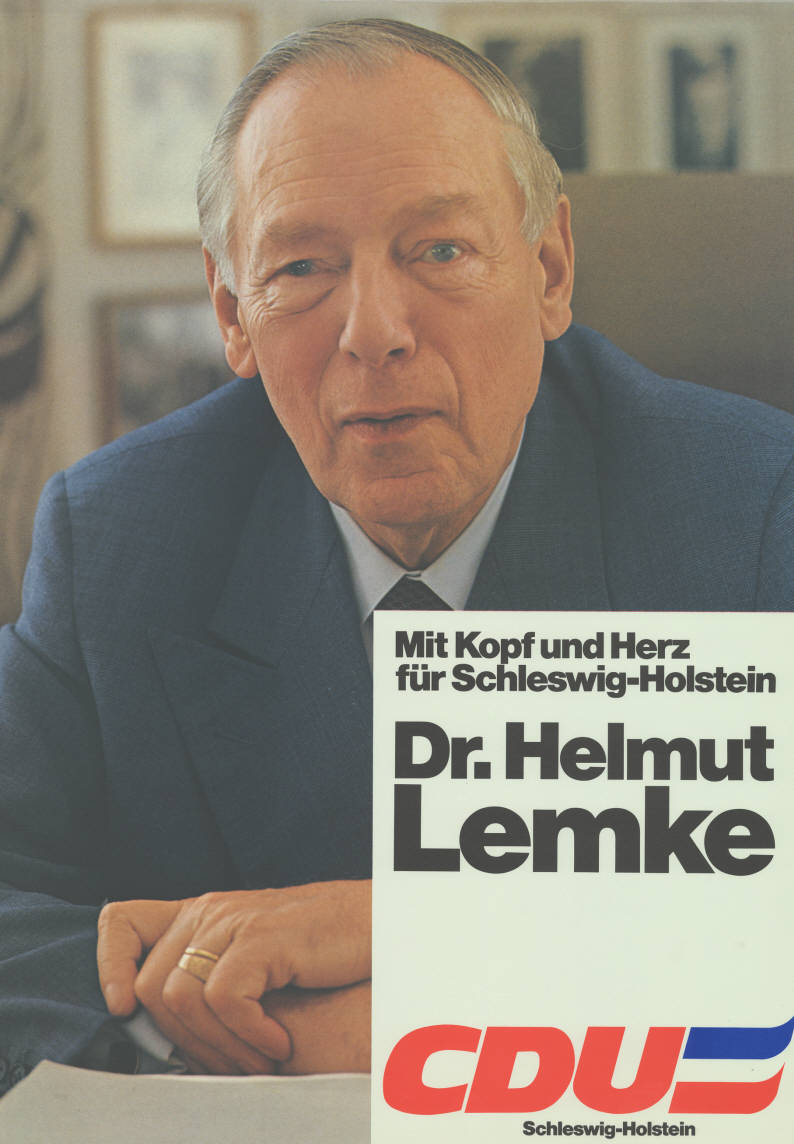
Kandidatenplakat zur Landtagswahl in Schleswig-Holstein 1979

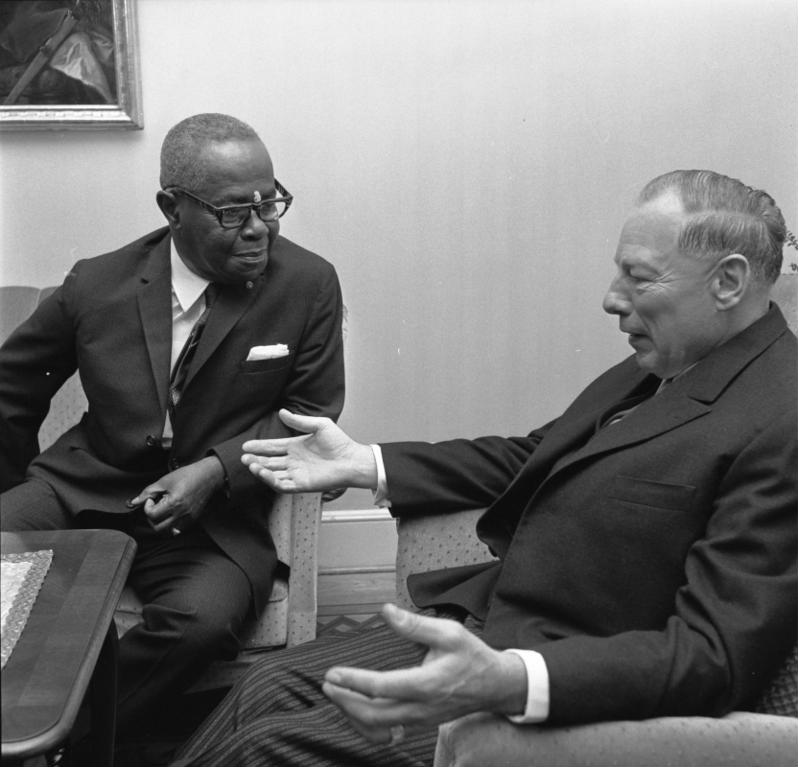
Clifford Campbell und Bundesratspräsident Helmut Lemke (1967)

Helmut Bernhard Julius Lemke genannt von Soltenitz (* 29. September 1907 in Kiel; † 15. April 1990 in Lübeck) war ein deutscher Politiker. Zunächst war er als Mitglied der NSDAP Kommunalpolitiker. Nach dem Krieg wurde er Mitglied der CDU und war dann von 1954 bis 1955 Kultusminister, von 1955 bis 1963 Innenminister und von 1963 bis 1971 Ministerpräsident des Landes Schleswig-Holstein. Von 1971 bis 1983 war er Präsident des Landtages von Schleswig-Holstein.

## Leben
Geboren als Sohn des nachmaligen Konteradmirals (Ing.) Franz Lemke und dessen Ehefrau Friederike, geb. Voigt (1873–1946), studierte Helmut Lemke nach dem Abitur 1925 an der Kieler Gelehrtenschule Rechts- und Staatswissenschaften in Tübingen und in Kiel. 1928 machte er das Referendar- und 1932 das Assessorexamen. 1929 promovierte er an der Ruprecht-Karls-Universität Heidelberg zum Dr. iur. Im Zweiten Weltkrieg war er Offizier der Kriegsmarine, zuletzt hatte er den Dienstgrad eines Oberleutnants zur See inne.
1945 bis 1948 diente Lemke im Internationalen Seeminenräumdienst. Seit 1949 war Lemke Verwaltungsrechtsrat und begann später seine Tätigkeit als Rechtsanwalt und Notar und Fachanwalt für Verwaltungsrecht in Lübeck.
Lemke heiratete am 12. Januar 1933 in Kiel Annemarie Petersen aus Kiel und hatte mit ihr vier Kinder. Der Sohn Klaus war Oberkreisdirektor im niedersächsischen Gifhorn. Der Sohn Volker war Landtagsabgeordneter in Schleswig-Holstein.

### Wirken
Von 1932 bis 1933 war Lemke Gerichtsassessor bei den Staatsanwaltschaften in Kiel und Altona. Bereits zum 1. April 1932 war er der NSDAP beigetreten (Mitgliedsnummer 1.048.673). In der Zeit des Nationalsozialismus wurde Lemke Bürgermeister von Eckernförde ab 1933. In dieser Funktion bezog er deutlich Position für den Nationalsozialismus und dessen Methoden. Öffentlich betonte er: „Wir Nationalsozialisten stehen auf dem Boden des Führerprinzips. Wir alle, jeder an seiner statt, sind dazu aufgerufen, die Hammerschläge des Dritten Reiches auszuführen.“ Auf seine Anordnung wurden noch im selben Monat zahlreiche Sozialdemokraten und Kommunisten in Eckernförde verhaftet. Zwei von ihnen, der KPD-Ortsvorsitzende Hermann Ivers und Heinrich Otto, wurden später von den Nationalsozialisten umgebracht. Lemke bekleidete von 1937 bis Mai 1945 das Amt des Bürgermeisters von Schleswig.
Im Nachkriegsdeutschland wurde Lemke Mitglied der CDU. Seit 1950 gehörte er dem Landesvorstand an. 1951 bis 1954 war er Senator in Lübeck und stellvertretender Bürgermeister. Von 1964 bis 1971 war er Landesvorsitzender der CDU in Schleswig-Holstein. Von 1963 bis 1971 war er außerdem Mitglied im CDU-Bundesvorstand. Von 1955 bis 1976 war er Kreisvorsitzender der CDU im Kreis Segeberg. Lemke war von 1955 bis 1983 Mitglied des Landtages von Schleswig-Holstein. Am 13. Oktober 1954 wurde er als Kultusminister in die von Ministerpräsident Kai-Uwe von Hassel geleitete Landesregierung berufen. Am 25. Oktober 1955 übernahm er dann die Leitung des Innenministeriums.
Nachdem Kai-Uwe von Hassel im Januar 1963 als Nachfolger von Franz Josef Strauß Bundesminister der Verteidigung geworden war, wurde Lemke am 7. Januar 1963 als sein Nachfolger in das Amt des Ministerpräsidenten von Schleswig-Holstein gewählt. Der Wahl vorangegangen war ein Konflikt zwischen CDU und FDP. Beide Parteien hatten im Wahlkampf für eine Fortsetzung der CDU-FDP-Koalition geworben. Nachdem diese in der Landtagswahl in Schleswig-Holstein 1962 bestätigt worden war, scheiterte diese Koalition jedoch an der Forderung der FDP nach zwei Ministerialdirektoren. Von Hassel, dem nur eine Stimme zur Mehrheit fehlte, führte daher zunächst eine Minderheitsregierung. Nach dessen Rücktritt bedurfte aber die Wahl Helmut Lemkes einer absoluten Mehrheit. Bei der Abstimmung stimmten 35 der 68 Abgeordneten für ihn, drei gegen ihn und 30 enthielten sich der Stimme. Damit hatte er eine Stimme mehr erhalten, als die CDU im Landtag hatte und bereits im ersten Wahlgang eine Mehrheit.
Nach der Wahl gelang es ihm schnell, die christlich-liberale Koalition wieder zusammenzuschließen. Er stellte am 14. Januar 1963 sein Kabinett Lemke I vor, in dem der FDP-Vorsitzende Bernhard Leverenz Minister war. 1963 wurde er mit dem Großkreuz des Verdienstordens der Bundesrepublik Deutschland ausgezeichnet.
Nach der Landtagswahl in Schleswig-Holstein 1971 trat Lemke am 24. Mai 1971 von seinem Amt als Ministerpräsident zurück und war bis zum 12. April 1983 Präsident des Landtages.
1983 zog sich Lemke aus der Politik zurück. Bis heute ist er der am längsten amtierende Landtagspräsident in Schleswig-Holstein. Er kehrte nach Lübeck zurück, wo er wieder als Anwalt praktizierte. Außerdem meldete er sich immer wieder mit Reden und Artikeln zu Wort. Als 1987/88 die Barschel-Affäre Schleswig-Holstein und die dortige CDU erschütterte, fühlte sich der ehemalige Förderer Barschels verpflichtet, seiner Partei zu helfen. Zusammen mit Kai-Uwe von Hassel bemühte er sich, den Schaden für die CDU zu begrenzen und unterstützte die Wahl von Ottfried Hennig zum neuen Landesvorsitzenden.
Am 15. April 1990 starb Helmut Lemke in Lübeck. Er wurde mit einem Staatsakt im Lübecker Dom geehrt. Sein Nachlass befindet sich im Landesarchiv Schleswig-Holstein.

### Gesellschaftliches Engagement
Von 1963 bis 1980 war Helmut Lemke Präsident der Schutzgemeinschaft Deutscher Wald (SDW). Er war seit 1926 Mitglied der Akademischen Gesellschaft Stuttgardia Tübingen. 1957 wurde er Corpsschleifenträger der Holsatia. 1962 erhielt er ihr Band.

## Kontroversen
Klaus Staeck griff die nationalsozialistische Vergangenheit Lemkes 1976 unter Bezug auf die Wahlkampfaussage Freiheit statt Sozialismus auf. Karl Otto Meyer, Widerstandskämpfer gegen den Nationalsozialismus und später Spitzenpolitiker des Südschleswigschen Wählerverbands, bescheinigte Lemke allerdings, sich in der Nachkriegszeit glaubhaft zu einem Demokraten gewandelt zu haben.